# Kattilajärvi, Lappland
Kattilajärvi är en sjö i Kiruna kommun i Lappland och ingår i Torneälvens huvudavrinningsområde.